# Obermeister (Dienstgrad)
Der Obermeister war der zweithöchste Feldwebelrang der Dienstgradgruppe der Unteroffiziere der Volksmarine der früheren NVA der DDR.
Dem seemännischen Dienstgrad stand in den anderen NVA-Teilstreitkräften der Dienstgrad des Oberfeldwebels gleich. In der bootsmännischen Laufbahn wurde der Obermeister als Oberbootsmann geführt, in der Laufbahn der Steuerleute als Obersteuermann. Nächsthöherer Dienstgrad war der Stabsobermeister, der rangniedere Dienstgrad war der Meister.
In der Volkspolizei 1961 als Dienstgrad eingeführt, rangierte der Obermeister gleich hinter dem Stabsobermeister.
Gemäß den heutigen NATO-Rangcodes wäre der Obermeister mit OR-7 vergleichbar.
Anmerkung
- OR - steht für das  en Other (enlisted) Ranks (OR)[2]

## Besonderheit
Der Rang Obermeister der Volksmarine ist nicht zu verwechseln mit dem Rang Obermeister der VP, der in der Volkspolizei der höchste Rang der Dienstgradgruppe der Unteroffiziere mit Portepee war und äquivalent dem Stabsfeldwebel der NVA (OR-8) war.